# Running Free
„Running Free“ е първият сингъл на Айрън Мейдън. Излиза на 8 февруари 1980 г. Песента е написана от Стив Харис и Пол Ди'Ано и е на четвърто място в първия едноименен албум на групата. Песента е за 16-годишно момче, което бяга от вкъщи на автостоп и накрая се озовава в бар в Лос Анджелис.
Обложката на сингъла е първата, в която се появява талисманът на групата Еди. На картинката лицето му е в сянка, тъй като групата не иска да го разкрива преди излизането на албума.
През 1985 г. концертна версия на парчето излиза като първи сингъл от албума „Live After Death“.

### 1980
1. „Running Free“ – 3:16 (Пол Ди'Ано, Стив Харис)
2. „Burning Ambition“ – 2:42 (Харис)

### 1985
1. „Running Free“ – 3:28 (Пол Ди'Ано, Стив Харис)
2. „Sanctuary“ (на живо) – 4:41 (Айрън Мейдън)
3. „Murders In The Rue Morgue“ (на живо) – 4:33 (Харис)

## Състав

### 1980
- Пол Ди'Ано – вокал
- Дейв Мъри – китара
- Денис Стратън – китара и беквокали (само на „Running Free“)
- Стив Харис – бас и беквокали
- Клиф Бър – барабани (само на „Running Free“)

### 1985
- Брус Дикинсън – вокал
- Дейв Мъри – китара
- Ейдриън Смит – китара и беквокали
- Стив Харис – бас и беквокали
- Нико Макбрейн – барабани

|  | Тази страница частично или изцяло представлява превод на страницата Running Free в Уикипедия на английски. Оригиналният текст, както и този превод, са защитени от Лиценза „Криейтив Комънс – Признание – Споделяне на споделеното“, а за съдържание, създадено преди юни 2009 година – от Лиценза за свободна документация на ГНУ. Прегледайте историята на редакциите на оригиналната страница, както и на преводната страница, за да видите списъка на съавторите. ВАЖНО: Този шаблон се отнася единствено до авторските права върху съдържанието на статията. Добавянето му не отменя изискването да се посочват конкретни източници на твърденията, които да бъдат благонадеждни. |